# Eva Fabian
Eva Fabian (Estados Unidos, 3 de agosto de 1993) es una nadadora estadounidense especializada en pruebas de larga distancia en aguas abiertas, donde consiguió ser campeona mundial en 2010 en los 5 kilómetros en aguas abiertas.

## Carrera deportiva
- En el Campeonato Mundial de Natación en Aguas Abiertas de 2010 celebrado en Roberval (Canadá), ganó la medalla de oro en los 5 kilómetros en aguas abiertas, con un tiempo de 1:02:00 segundos, por delante de la italiana Giorgia Consiglio  (plata con 1:02:01 segundos) y la brasileña Ana Marcela Cunha  (bronce con 1:02:02 segundos).

- Cinco años después, en el Campeonato Mundial de Natación de 2013 celebrado en Barcelona ganó el bronce en los 25 kilómetros aguas abiertas, con un tiempo de 5:07:20 segundos.